# 맵리듀스
맵리듀스(MapReduce)는 구글에서 대용량 데이터 처리를 분산 병렬 컴퓨팅에서 처리하기 위한 목적으로 제작하여 2004년 발표한 소프트웨어 프레임워크다. 이 프레임워크는 페타바이트 이상의 대용량 데이터를 신뢰도가 낮은 컴퓨터로 구성된 클러스터 환경에서 병렬 처리를 지원하기 위해서 개발되었다. 이 프레임워크는 함수형 프로그래밍에서 일반적으로 사용되는  Map과  Reduce라는 함수 기반으로 주로 구성된다.
현재 맵리듀스는 자바와 C++, 그리고 기타 언어에서 적용이 가능하도록 작성되었다. 대표적으로 아파치 하둡에서 오픈 소스 소프트웨어로 적용되었다.

## 예시
문서들의 각 단어를 세는 예시는 아래와 같다:
```
function
 
map
(String name, String document):
  
// name: document name

  
// document: document contents

  
for each
 word w 
in
 document:
    emit (w, 1)
```

```
function
 
reduce
(String word, Iterator partialCounts):
  
// word: a word

  
// partialCounts: a list of aggregated partial counts

  sum = 0
  
for each
 pc 
in
 partialCounts:
    sum += pc
  emit (word, sum)
```

## 같이 보기
- 하둡
- 클라우드 컴퓨팅
- 아파치 주키퍼
- 아파치 피그
- 아파치 하이브